# Runde bord
Det Runde Bord, er et bord der optræder i Arthur-legenden, og som efter sigende blev brugt til diskussioner og planlægning mellem Arthurs hof og Ridderne af Det Runde Bord. Det er en fiktiv genstand, men nogle mener at det har stået i slottet Camelot, i det gamle England ved Chester.[kilde mangler]
| Møbler og inventar | Spire Denne artikel om møbler og inventar er en spire som bør udbygges. Du er velkommen til at hjælpe Wikipedia ved at udvide den. |